# Ed Sullivan
Edward Vincent "Ed" Sullivan (Manhattan, Nueva York, 28 de septiembre de 1901-ibidem, 13 de octubre de 1974) fue un presentador de televisión, empresarioestadounidense periodista deportivo y de entretenimiento y columnista del New York Daily News y del Chicago Tribune. Fue el creador y presentador del programa televisivo de variedades The Toast of the Town, que en 1955 pasó a llamarse The Ed Sullivan Show. Se transmitió durante 23 años de 1948 a 1971, y ostenta el récord como el espectáculo de variedades de mayor duración en la historia de la transmisión por televisión de los Estados Unidos. Fue, por así decirlo, el último gran espectáculo por televisión, proclamado por el crítico de televisión David Hinckley: "Es nuestro más preciado y querido recuerdo de la cultura pop".
Sullivan fue un pionero de la radiodifusión durante los primeros años de la televisión estadounidense. Como escribió el crítico de televisión David Bianculli: «Antes de la MTV, Sullivan presentaba actuaciones de rock. Antes de Bravo, presentaba jazz, música clásica y teatro. Antes del Comedy Channel, incluso antes de que existiera The Tonight Show, Sullivan descubrió, ungió y popularizó a jóvenes cómicos. Antes de que hubiera 500 canales, antes de que existiera el cable, Ed Sullivan estaba donde había que elegir, Ed Sullivan era la opción preferida. En sus inicios fue conocido como "The Toast of the Town". En 1996, Sullivan ocupó el puesto número 50 en la lista de «Las 50 mayores estrellas de la televisión de todos los tiempos» de TV Guide. La popularidad de Sullivan se tradujo, además de en el éxito del espacio, en su participación en pequeños papeles en series de televisión y películas como estrella invitada. 

## Trayectoria profesional
Sullivan nació el 28 de septiembre de 1901 en Harlem (Nueva York), hijo de Elizabeth F. (de soltera Smith) y Peter Arthur Sullivan, empleado de aduanas. Su hermano gemelo Daniel era enfermizo y vivió sólo unos meses. Sullivan se crio en Port Chester (Nueva York), donde la familia vivía en una pequeña casa de ladrillo rojo en la calle Washington número 53. Era de ascendencia irlandesa. A la familia le encantaba la música, tocaban el piano con frecuencia, cantaban y ponían discos fonográficos. En el instituto, Sullivan era un atleta de talento, con 12 títulos deportivos en Port Chester High School. Jugó al fútbol como medio centro, al baloncesto como escolta y al atletismo como velocista. En el equipo de béisbol, Sullivan fue receptor y capitán del equipo, con el que ganó varios campeonatos. Sullivan señaló que, en el estado de Nueva York, la integración se daba por sentada en los deportes de instituto: «Cuando íbamos a Connecticut, nos encontrábamos con clubes que tenían jugadores negros. En aquella época esto se aceptaba como algo común; y de ahí mi antagonismo instintivo años más tarde hacia cualquier teoría de que un negro no era un oponente digno o era una persona inferior. Así de simple".
Sullivan empezó a trabajar como periodista deportivo para New York Evening Graphic. En 1929, cuando Walter Winchell se trasladó a The Daily Mirror, Sullivan fue nombrado columnista de Broadway del New York Evening Graphic. Dejó el periódico por el tabloide más importante de la ciudad, el New York Daily News. Su columna, «Little Old New York», se centraba en los espectáculos y cotilleos de Broadway, y Sullivan también emitía noticias del mundo del espectáculo por radio. En 1933, Sullivan escribió y protagonizó la película Mr. Broadway, en la que guiaba al público por los locales nocturnos de Nueva York para conocer a artistas y famosos. Sullivan pronto se convirtió en una fuerza poderosa en el mundo del espectáculo y en uno de los principales rivales de Winchell, estableciendo el club nocturno El Morocco de Nueva York como su cuartel general oficioso frente a la sede del poder de Winchell en el cercano Stork Club. Sullivan siguió escribiendo para el New York Daily News durante toda su carrera como locutor, y su popularidad sobrevivió a la de Winchell. A finales de los sesenta, Sullivan elogió el legado de Winchell en una entrevista en una revista, lo que condujo a una importante reconciliación entre los antiguos adversarios.

### Radio
En 1941, Sullivan fue anfitrión de Summer Silver Theater, un programa de variedades de la CBS, con Will Bradley como su compañero y con una estrella invitada cada semana.

### Televisión
En 1948, Marlo Lewis, un productor, consiguió de la CBS contratar a Sullivan para un programa dominical nocturno de variedades por televisión Toast of the Town, que más tarde pasaría a llamarse The Ed Sullivan Show. Debutando en junio de 1948, el show fue originalmente una emisión desde el Maxine Elliott Theatre en West 39th Street en New York. En enero de 1953, se cambió al estudio 50 de CBS-TV en 1697 Broadway (en 53rd Steet) en New York, el cual en 1967 fue renombrado The Ed Sullivan Show (y fue más tarde el hogar de Late Show with David Letterman y The Late Show with Stephen Colbert). El Studio 50 fue inicialmente en la CBS un estudio de radio, de 1936 a 1953 y antes de que fuera legitimado Hammerstein Theatre, construido en 1927.
Los críticos de televisión dieron malas críticas al nuevo programa y a su presentador. Harriet Van Horne alegó que «ha llegado donde está no por tener personalidad, sino por no tenerla». (El presentador escribió a la crítica: «Querida Srta. Van Horne: Eres una zorra. Atentamente, Ed Sullivan"). Sullivan tenía pocas dotes interpretativas; en 1967, 20 años después del debut de su programa, la revista Time se preguntaba: «¿Cuál es exactamente el talento de Ed Sullivan?». Sus gestos ante la cámara eran tan torpes que algunos espectadores creían que el presentador padecía parálisis de Bell. En 1955, Time afirmó que Sullivan se parecía a un indio de tienda de puros, el Gigante de Cardiff y un monumento con cara de piedra recién bajado del barco de la Isla de Pascua. Se mueve como un sonámbulo; su sonrisa es la de un hombre chupando un limón; su discurso se pierde a menudo en una maraña de sintaxis; sus ojos salen de sus órbitas o se hunden tanto en sus bolsas que parecen mirar a la cámara desde el fondo de pozos gemelos.
«Sin embargo», concluía la revista, “en lugar de asustar a los niños, Ed Sullivan encanta a toda la familia”. Sullivan se presentaba ante el público como un tipo corriente que llevaba los grandes números del mundo del espectáculo a los televisores de sus hogares. «Ed Sullivan durará», dijo el cómico Fred Allen, “mientras haya alguien con talento”. Alan King, invitado habitual, dijo: “Ed no hace nada, pero lo hace mejor que nadie en televisión”. Un programa típico presentaba un número de vodevil (como acróbatas, malabaristas o magos), uno o dos cómicos populares, una estrella de la canción, una figura del teatro legítimo, una aparición del títere Topo Gigio o un atleta popular. El cartel era a menudo internacional, con muchos artistas europeos junto a los estadounidenses.
Sullivan tenía un sano sentido del humor sobre sí mismo y permitía e incluso animaba a imitadores como John Byner, Frank Gorshin, Rich Little y especialmente Will Jordan a imitarle en su programa. Johnny Carson también hizo una buena imitación, e incluso Joan Rivers imitó la postura única de Sullivan. Los imitadores exageraron su rigidez, sus hombros alzados y su frase nasal de tenor, junto con algunas de sus introducciones más habituales, como «Y ahora, aquí mismo, en nuestro escenario...», «Para todos los jóvenes...» y «a really big shew» (su pronunciación de la palabra «show»). Esta última frase era, de hecho, dominio exclusivo de sus imitadores, ya que Sullivan nunca pronunció la frase «un gran espectáculo» durante la introducción inicial de ningún episodio en toda la historia de la serie. Jordan interpretó a Sullivan en las películas I Wanna Hold Your Hand, The Buddy Holly Story, The Doors, Mr. Saturday Night, Down with Love y en el telefilme de 1979 Elvis.
Sullivan inspiró la canción del musical Bye Bye Birdie, y en 1963 apareció como él mismo en la película.
En 1954, Sullivan apareció como copresentador del especial musical de televisión General Foods 25th Anniversary Show: A Salute to Rodgers and Hammerstein.

### Sullivan, el fabricante de estrellas
En los años 1950 y 1960 Sullivan fue un respetado fabricante de estrellas, por el número de ejecutantes que luego serían famosos después de aparecer en el show. Tenía un truco para identificar y promover el talento y pagaba por acuerdo una gran cantidad de dinero para asegurar el talento para su show. 
Sullivan fue muy cuidadoso con Elvis Presley por su imagen de "chico malo", dado que inicialmente dijo que nunca más lo presentaría, pero Presley tenía un gran nombre para ignorarlo. En 1956, Sullivan lo firmó por tres presentaciones. En agosto de 1956, Sullivan fue lesionado en un accidente de automóvil cerca de su casa en Southbury. Connecticut, perdiéndose la primera aparición de Presley el 9 de septiembre. Charles Laughton presentó a Presley en la hora de Sullivan. Después, Sullivan consiguió conocer personalmente a Presley, dado que había aumentado su audiencia. Es un chico decente y fino, comentó. En las siguientes presentaciones de Elvis, el cantante fue censurado por Sullivan el cual lo filmó de la cintura para arriba evitando mostrar sus pases de bailes durante sus interpretaciones. 
Sullivan falló en la ganancia grande en la industria de la televisión cuando dijo que era la siguiente y primera gran sensación por venir. En noviembre de 1963, mientras en el aeropuerto de Heathrow, Sullivan se cegaba a la "Beatlemania" cuando la banda regresaba de Suecia. Al principio se resistió a presentar a The Beatles porque la banda no tenía un hit lanzado en los Estados Unidos en ese tiempo. Pero ante la insistencia de un amigo, el empresario Sid Bernstein, Sullivan firmó al grupo. Su aparición inicial en el Show fue el 9 de febrero de 1964. The Beatles aparecieron en tres ocasiones más en persona, filmando sus presentaciones más tarde. The Dave Clark Five, quienes tenían una imagen más limpia que The Beatles, hicieron 18 presentaciones en el show, más que ningún otro grupo del Reino Unido. 
Había muchos shows parecidos en ese tiempo, respondiendo Sullivan que muchas presentaciones musicales realizaban su música en vivo, mientras que otros movían sus labios en sus grabaciones. Examinando las presentaciones en el show, hay excepciones hechas como cuando un micrófono no podía ser colocado en la presentación por razones técnicas. Un ejemplo fue con B.J. Thomas en su presentación en 1969 con "Raindrops Keep Fallín' on My Head" (Gotas de lluvia sobre mi cabeza), en donde el agua fue rociada sobre él para dar un efecto especial. En 1969, presentó a The Jackson 5 con su primer sencillo "I Want You Back" (Te quiero de vuelta), la cual había desplazado la canción de B.J. Thomas del primer lugar de la lista de música pop de Billboard.
Sullivan apreciaba el talento afrodescendiente. De acuerdo al biógrafo Gerald Nachman. "Muchos programas de variedad de la TV eran recibidos como "aceptables" con superestrellas negras como Louis Armstrong, Peter Bailey y Sammy Davis Jr.... pero en el inicio de la década de los años 50, esto no estaba de moda. Sullivan estuvo presentando muchos artistas de color y se alegraba en Harlem en sus rondines por el barrio, con leyendas como Peg Leg Bates, Pigmeat Markham y Tim Moore... extraños para la América blanca." Fue un anfitrión pionero en la TV con apariciones de Bo Diddley, The Platters, Brook Benton, Jackie Wilson, Fats Domino, y numerosos artistas de Motown, incluidas The Supremes quienes aparecieron 17 veces. Como el crítico John Leonard escribió: "No había artista negro importante, que tenía que aparecer en el show de Ed."
Sullivan aguantó la presión para que excluyera a los artistas afroamericanos, y que no interactuará con ellos cuando aparecían en su programa. "Sullivan tuvo que defenderse de su patrocinador principal los distribuidores de Ford Lincoln, después de haber besado en la mejilla a Pearl Bailey y haber saludado de mano a Nat King Cole, escribió Nachman. De acuerdo al biógrafo Jerry Bowles, "Sullivan se entrevistó con un ejecutivo de Ford afuera del teatro, donde le sugirieron que dejara de estar presentando artistas negros. Un distribuidor en Cleveland le dijo: "Aceptamos que tengas negros en tu show, pero no tienes que abrazar a Bill 'Bojangles' Robinson al final de su baile". Sullivan le contestó "que físicamente se había frenado para no abrazar al hombre como una pulpa". Más tarde daría dinero para ayudar a pagar el funeral de Robinson.
En ese tiempo, cuando la televisión ignoraba a la música country y del oeste, presentó artistas de Nashville en su programa. Esto favoreció en gran forma, para shows como "Hee Haw", y variedad de shows siendo anfitrión de Johnny Cash, Glen Campbell, y otros cantantes country. Los actores que fueron apareciendo más frecuentemente en el show, fueron el dueto de comediantes canadienses Wayne & Shuster quienes tuvieron 67 apariciones entre 1958 y 1969.
Sullivan apareció como él mismo en otros programas de televisión, incluido en un episodio de abril de 1958 del programa de comedia de Howard Duff y Ida Lupino de la CBS, "Mr. Adams and Eve". El 14 de septiembre de 1958, apareció en "What´s My Line?" como invitado misterioso, mostrando su lado cómico y cubierto con una máscara de goma. En 1961, Sullivan fue llamado por la CBS para sustituir a Red Skelton que estaba gravemente enfermo en The Red Skelton Show. Realizó varios papeles de Skelton en varios bocetos de comedia. Skelton interpretaba a un obrero, "Freddie the Freeloader", que pasó a llamarse "Eddie the Freeloader".

## Personalidad
Sullivan era muy rápido para ofenderse si sentía que era hacia él y podía guardar rencor por largo tiempo. Y como dijera al biógrafo Gerald Nachman: "salto muy rápido, me enojo y luego voy por ahí disculpándome". "Armado con un temperamento irlandés y una piel fina," escribe Nachman "Ed trajo a sus peleas un hambre de combate alimentada por su alcance y devoción hacia el boxeo." Bo Diddley, Buddy Holly, Jackie Mason y Jim Morrison fueron parte de algunos de sus más historiados conflictos con Sullivan."
Para su segunda aparición en 1955, Bo Diddley planeaba cantar su hit llamado "Diddley Daddy", pero Sullivan le dijo que mejor interpretase la canción "Sixteen Tons" (16 toneladas). "Quería que tuviera el fin de mi carrera aquí mismo", le diría a su biógrafo, así el cantó "Diddley Daddy" una vez. Sullivan enfurecido le dijo: "Tú eres el primer chico negro que me ha traicionado doble en mi show". Diddley le respondió diciendo: "No tiene mucho que hacer después de esto". Más tarde, Diddley resentido que Elvis Presley le había copiado su estilo revolucionario y que recibía la atención en el show de Sullivan ya que sentía que tenía más derecho. "Estas endeudado" él decía, "y nunca podrás pagar" "El tenía poder" escribió Nachman "tenía cosas suaves que se habían ido con Sullivan".
Buddy Holly y The Crickets tuvieron su primera aparición en el show de Sullivan en 1957 con una respuesta entusiasta. Para la segunda aparición en enero de 1958, Sullivan pensó que su hit "Oh, Boy!" (Oh, Muchacho) era demasiado ruidosa y ordenó a Holly que la sustituyera por otra canción. Holly le respondió que tocaría la canción porque tenía amigos en su pueblo en Texas que querían verlo cantar "Oh, Boy!" para ellos. Sullivan no estaba acostumbrado a que las instrucciones que daba fueron cuestionadas y, muy enojado, se lo repitió, pero Holly le respondió que se regresaba. Más tarde, cuando la banda empezó lentamente a responder para el ensayo, Sullivan comentó. "Invité a los Crickets pero no son tan excitables para estar en el Show de Ed Sullivan". Holly, molesto por el trato recibido de Sullivan, respondió: "Tengo la esperanza que ellos estén malditamente excitados más que yo". Sullivan quiso cortar dos miembros de ellos a uno, sin pronunciar el nombre de Holly durante la introducción. También vio que el amplificador de la guitarra de Holly estaba apagado. Nunca antes la banda fue recibida tan bien, así que Sullivan se vio obligado a invitarlos otra vez. Holly respondió que Sullivan no tenía suficiente dinero. En fotografías de archivo tomadas durante la aparición de Holly en el show, se lo ve sonriente e ignorando a un Sullivan visiblemente enojado.
Jackie Mason estuvo suspendido en octubre de 1964. Durante la actuación de Mason en un show, se le había cortado 10 minutos debido a que el presidente Lyndon B. Johnson hablaba. Sullivan, fuera de la cámara estaba gesticulando a Mason si podría envolver las cosas y levantando sus dos dedos, le dijo "tiene dos minutos y lo dejas" La señal de Sullivan distrajo a la audiencia y a los televidentes, que no podían ver la mano de Ed, pero si veían las bromas de Mason que empezaban a caer. Mason en un intento por atraer la atención del público de atrás, gritó "Tengo dedos aquí". haciendo un gesto frenético en su mano: "Aquí hay un dedo para ti!". Los videotapes del incidente son inconclusos como la mano de Mason (que estaba justo fuera de la cámara) y que fue entendido como un gesto obsceno, pero Sullivan hizo la aclaración que lo convenció. Mason insistió en que el no sabía "del dedo de en medio" sin hacer el gesto ni una vez. En septiembre de 1965 Sullivan (que estaba profundamente avergonzado), trajo a Mason para una "gran reunión sorpresa". "El dijo que eran viejos amigos. Nachman escribió "noticias a Mason, quién nunca consiguió repetir la invitación. Mason agregó que estaba ganando poder.", siendo directo después de todo. Yo nunca realmente trabajé y mi manera de regresar fue hasta que abrí en Broadway en 1986.
Cuando The Byrds se presentaron el 12 de diciembre de 1965, David Crosby tuvo una pelea a gritos con el director del show. Ellos nunca más recibieron otra invitación.
Sullivan decidió que "Girl, we couldn't get much higher", de la canción de The Doors "Light My Fire" (Enciende mi fuego) también hacía referencia al uso de drogas y directamente le dijo que lo cambiaran por "Girl, we couldn't get much better" para la presentación del grupo en septiembre de 1967. Los miembros de la banda «dieron su conformidad asintiendo con la cabeza», pero según el biógrafo de The Doors Ben Fong-Torres, cantaron la canción como estaba escrita. Después del show el productor Bob Precht le dijo al grupo: "Mr. Sullivan los quería por seis shows más, pero ustedes nunca más trabajarán en el Show de Ed Sullivan de nuevo". Jim Morrison replicó entonces: "Hey, hombre nosotros acabamos con el Show de Ed Sullivan". Sullivan, nunca invitó a la banda para sufrir.
The Rolling Stones tuvieron un famoso capítulo en su quinta presentación en el show, en 1967, cuando a Mick Jagger le dijo que cambiara el estribillo titular de "Let's Spend the Night Together" (Pasemos la noche juntos) a "Let's spend some time together" (Pasemos algún tiempo juntos). Pero escribe Nachman: "Jagger prevaleció llamando la atención deliberadamente de la censura de una canción diferente, pero respondió que si él no podía cantar el número de su elección, no hubiera aparecido ahí. La historia generó amplia atención en los días siguientes: Sullivan denunció a los periodistas su decisión en entrevistas publicadas.
También desfilaron otras estrellas como Maria Callas, The Who, Creedence Clearwater Revival, The Temptations, The Band, e incluso Sandro, y supone también una buena forma de observar detenidamente cómo fue evolucionando la propia televisión y el formato "magazine" o "talk show", que casi inventó, hasta nuestros días con los actuales "night show" o "late show". Entre sus personajes invitados se encontraban magos e ilusionistas como Al Koran. Una extensa recopilación de contenidos del programa está disponible en DVD.
Sullivan fue testarudo con Standards and Practices en otras ocasiones: En 1956 la actriz sueca Ingrid Bergman, que había vivido "exiliada" en Europa desde 1950 por el escandaloso amorío con el director italiano Roberto Rossellini estando ambos casados, planeando regresar a Hollywood como la estrella de Anastasia. Sullivan, confiado que el público estadounidense le daría su bienvenida a su regreso, la invitó para aparecer en su programa y voló a Europa para entrevistarse con Bergman, Yul Brynner y Helen Hayes en el set de Anastasia. Cuando regresó a New York, Standards and Practices le informó que bajo ninguna circunstancia permitirían que Bergman apareciera en el show, viva o en imagen. Sullivan predijo más tarde que el procedía correctamente. Bergman ganó su segundo Premio de la Academia (el Óscar) por su interpretación y consiguió el perdón de sus admiradores.

## Vida personal
Sullivan estuvo comprometido con la campeona de natación Sybil Bauer pero ella murió de cáncer en 1927 a la edad de 23 años. Se casó con su ex Sylvia Winstein el 28 de abril de 1930, hasta su muerte el 16 de marzo de 1973. El 22 de diciembre de 1930 nació su hija, Betty Sullivan (quién más tarde se casaría con el productor del show, Bob Precht). Sullivan tenía el hábito de llamar a Sylvia después de cada programa y conocer su crítica.

## Últimos años y fallecimiento

### Cancelación del programa
En el otoño de 1965, la CBS inició televisando semanalmente los programas en color. El show de Sullivan fue visto en vivo en zonas de la región Central y del Este y fue grabado para las regiones del Pacífico y de la Montaña. Muchos de estos programas grabados, algunos de ellos en el inicio del cinescopío, han sido conservados y algunos de ellos han sido liberados como video casero.
Para 1971, el índice de audiencia del show se desplomó. Con el motivo de refrescar la programación, la CBS canceló el programa con algunos otros shows de largo tiempo. Sullivan estuvo enfurecido y solicitó hacer un show final, permaneciendo en su trabajo de noticias en varias otras capacidades y anfitrión en el especial de 25° aniversario en junio de 1973.

### Fallecimiento
Debido a ciertas molestias de salud, Sullivan decidió realizarse algunos chequeos médicos a mediados de 1974. A principios de septiembre de ese año, los rayos X revelaron que el presentador tenía un cáncer de esófago muy avanzado. Los médicos dijeron que le quedaba muy poco tiempo de vida, y la familia decidió ocultarle el diagnóstico. Sullivan creyó que estaba enfermo por sus alimentos, dado que él había batallado por largo tiempo, de complicaciones por úlceras gástricas, falleciendo sólo 5 semanas después el 13 de octubre de 1974 en New York's Lenox Hill Hospital a los 73 años. A su funeral asistieron 3000 personas en St. Patrick's Cathedral, New York, en un día con frío y lluvioso. Sullivan fue enterrado en una cripta del Ferncliff Cemetery en Hartsdale, Nueva York.
Ed Sullivan tiene una estrella en el Paseo de la Fama de Hollywood, en el 1101 del Hollywood Boulervard.